# Johannes Bock

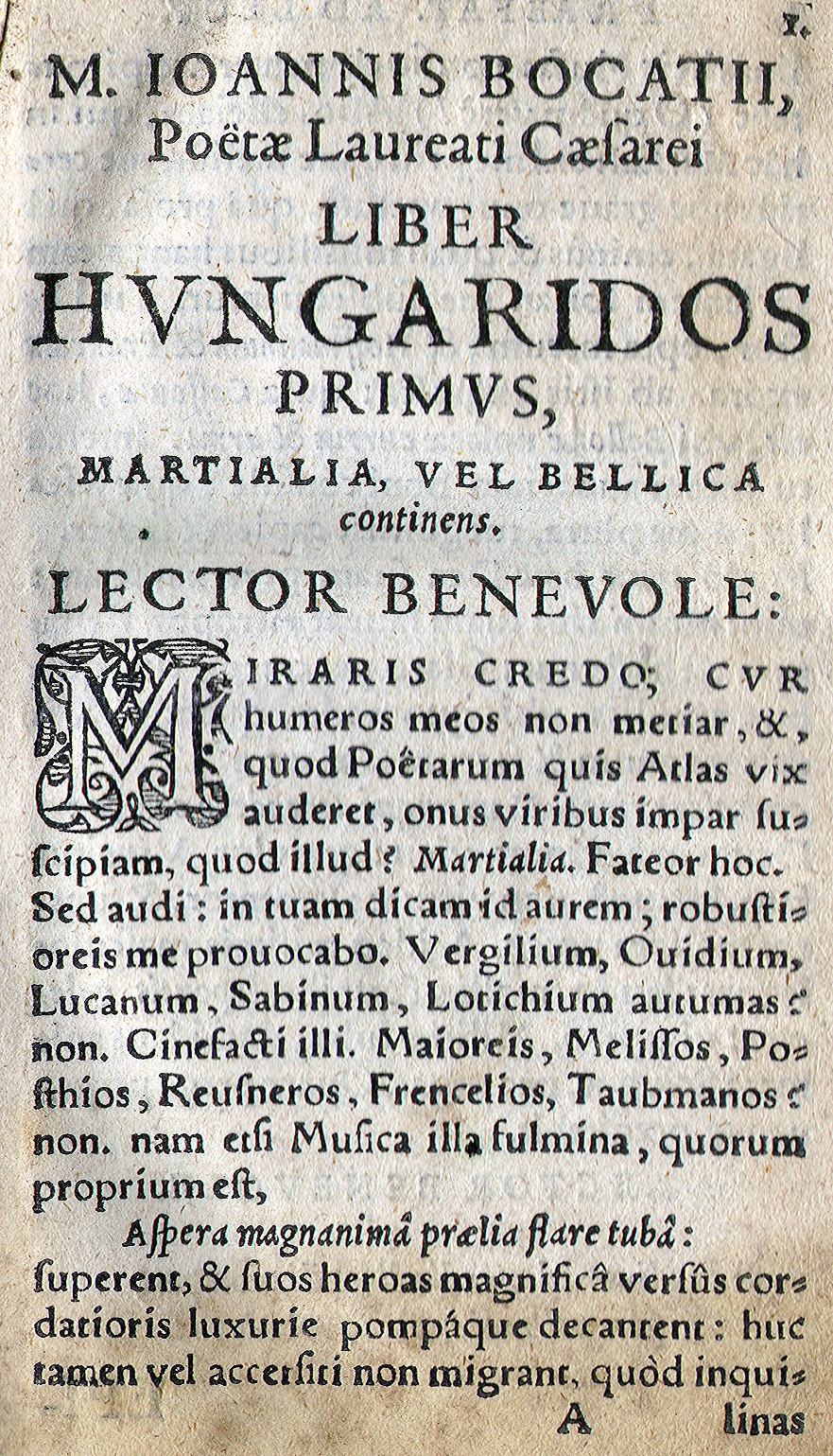
Liber Hungaridos Primus, 1599

Johannes Bock (oder Hans Bock; niedersorbisch Jan Bok, latinisiert Ioannes Bocatius, * 25. Dezember 1569 in Vetschau; † 12. November 1621 in Uherský Brod) war ein niedersorbischer Dichter, Diplomat und Pädagoge.

## Leben
Bock wurde als Sohn des Vetschauer Kaufmanns Peter Bock geboren und studierte in Dresden und Wittenberg. Sein Lehrer in Wittenberg war Caspar Peucer, Bautzner Polyhistor, kurfürstlicher Leibarzt und Schwiegersohn Philipp Melanchthons.
Bock war dann in den ungarischen Städten Eperies und Kaschau (heute Prešov und Košice in der Slowakei) tätig. In Kaschau übernahm er 1599 die Leitung der evangelischen Schule, 1604 wurde er Stadtrichter. Für den ungarisch-siebenbürgischen Grafen István Bocskai war er als Diplomat tätig. Kaiser Rudolf II. verurteilte ihn dafür zu mehreren Jahren Festungshaft in Prag.
Hans Bock wird zu den bedeutendsten Dichtern seiner Zeit gezählt. Er trug den kaiserlichen Titel Poeta laureatus ceasareus, was so viel wie gekrönter Dichter bedeutet.

## Ehrungen
Erinnerungstafeln an Hans Bock befinden sich an der Wendisch-Deutschen Doppelkirche in Vetschau sowie in Košice. Im Jahr 2013 fand zu Ehren von Johannes Bocatius in der Stadtbibliothek von Košice, die seinen Namen trägt, eine Gedenkveranstaltung der Föderalistischen Union Europäischer Nationalitäten (FUEN) statt.

## Schriften
- «Celadon. Ecloga… Bartphae», Erzsébetet 1594;
- «Ungaria gratulans ser principi ac domino Maximiliano archiduci Austriaco… cum partes Ungariae Superioris ingreditur». Bártfa, 1595;
- «Elegiae duae. Altera M. Joannis Bocatii P. L. altera P. Joannis Balogi Th. amincis lectoribus exhibendae», Bártfa, 1595;
- «Oratio de profanitate Turcicae religionis, deque rebellionis maledicti regni initiis et incrementis». Wittenberg, 1596;
- «Siracides vel Ecclesiasticus Jesu, filii Sirach, Paraeneses ad vitam bene beateque transigendam in locos communes redactae et versibus elegiacis redditae». 1596;
- «Castra temperantiae». Bártfa, 1597;
- «Musae parentales. U. ott», 1598;
- «Munus Judiciale. U. ott», 1598;
- «Novus Annus. U. ott». 1599;
- «Hungaridos libri poematum», Bártfa, 1599;
- «Commentatio epistolica de legatione sua ad Stephanum Bocskay. Transilvaniae principem, et suscepta cum eo anno», 1605;
- «Olympias Carceraria», 1611;
- «Salamon Hungaricus vel de Mathiae Corvini, potentissimi ac felicissimi… Hungariae regis… dictis. Cassoviae». 1611;
- «Militia S. Georgii. U. ott». 1612;
- «Hebdomelodia Psalmi 103. U. Ott», 1614;
- «Anser nuptialis. U. Ott», 1618;
- «Historia Parasceve. U. Ott», 1621.

## Textausgabe
- Ferenc Csonka (Hrsg.): Ioannes Bocatius: Opera quae extant omnia. Akadémiai Kiadó, Budapest 1990–1992 (kritische Edition)
  - Poetica, 2 Bände, 1990, ISBN 963-05-5377-5 und ISBN 963-05-5378-3
  - Prosaica, 1992, ISBN 963-7719-22-9